# Râul Zagon
Râul Zagon este un curs de apă, afluent al Râului Covasna. Se formează la confluența a două brațe Zagonul Mare și Zagonul Mic în dreptul localității Zagon
Izvoreste din Vf. Tistasu.